# Piste de bobsleigh, luge et skeleton de Königssee

Tracé de la piste de Königssee.

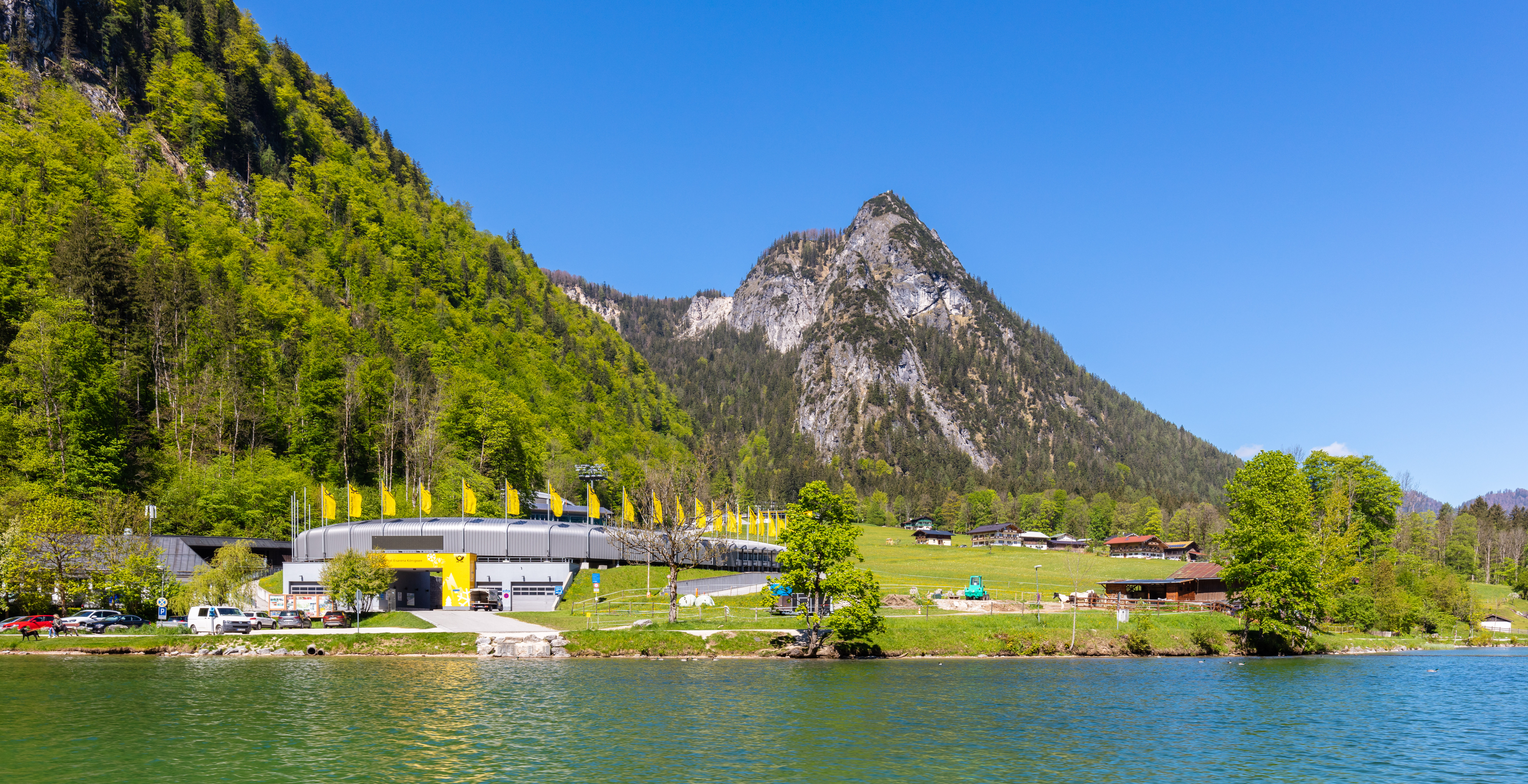
Deutsche Post Eisarena Königssee.

La piste de bobsleigh, luge et skeleton de Königssee est une piste de bobsleigh, luge et skeleton située à Schönau am Königsee (Allemagne), près du Königssee. Elle a été construite en 1968.

## Histoire
En 1967, Königssee accueille les championnats d'Europe de luge sur une piste naturellement réfrigérée. Il est décidé l'année suivante de construire une nouvelle structure en béton armé avec une réfrigération permanente et artificielle. La première compétition internationale a y prendre place est les championnats du monde de luge de 1969. En 1977, la piste accueille la première épreuve de coupe du monde de luge de l'histoire puis les championnats du monde de bobsleigh en 1979 puis le skeleton y fait son apparition dans les années 1980.
En 2007, lors de la candidature de Salzbourg pour l'organisation des Jeux olympiques de 2014, la piste de Königssee est retenue dans ce projet, mais c'est la candidature de Sotchi qui est choisie. En octobre 2008, il est annoncé que la piste va être rénovée entre 2010 et 2016. La candidature de Munich pour les Jeux olympiques de 2018 intègre de nouveau la piste de Königssee, les travaux de rénovation ont un coût de 21,7 millions d'euros.

## Statistiques
| Sport                         | Distance de la piste | Nombre de virages |
| ----------------------------- | -------------------- | ----------------- |
| Luge - Hommes                 | 1306                 | 16                |
| Bobsleigh                     | 1240                 | 13                |
| Skeleton                      | 1185                 | 12                |
| Luge - Femmes & double-hommes | 1156                 | 12                |

Entre l'aire de départ et l'aire d'arrivée, la différence d'altitude est de 117 mètres pour le bob et skeleton.
| Numéros des virages  | Nom du virage     | Raisons                                     |
| -------------------- | ----------------- | ------------------------------------------- |
| 2. et 3.             | Chapelle de glace |                                             |
| 5., 6., 7., 8. et 9. | S-combination     | Quatre virages successifs sans ligne droite |
| 13.                  | Turbodrom         | Virage à 320°                               |
| 16.                  | Mur d'écho        |                                             |
| 17. et 18.           | Fin de la maison  |                                             |

## Grands évènements accueillis
Les différentes grandes compétitions qu'a accueilli Königssee furent :
- Les championnats du monde de la FIBT : 1979, 1986, 1990 (skeleton masculin), 2004, 2011 et 2017.
- Les championnats du monde de luge : 1969, 1970, 1974, 1979 et 1999.